# Kimi no Suizō o Tabetai (película)
Kimi no Suizō o Tabetai (君の膵臓をたべたい Quiero comerme tu páncreas?) conocido en Hispanoamérica como Quiero comerme tu páncreas y en inglés como I Want to Eat Your Pancreas es una película de animación japonesa que se anunció en agosto de 2017. La película está escrita para la pantalla y dirigida por Shin'ichirō Ushijima y producida por Keiji Mita en Studio VOLN, con música compuesta por Hiroko Sebu. Yūichi Oka proporciona los diseños de los personajes y sirve como jefe de animación supervisor. Yukako Ogawa es el supervisor de fondo y cuenta con la asistencia de Yoshito Watanabe. Los efectos de sonido son producidos por Noriko Izumo bajo la dirección de Jōji Hata. La composición de la película fue supervisada por Hiroshi Saitō y dirigida por Mayuko Koike. Koremi Kishi es el director de 3D CG y Yoshinori Horikawa es la diseñadora de colores. La película es editada por Yumi Jingugi.

## Argumento
Haruki es un misterioso y solitario estudiante de secundaria al que le encanta la lectura, ocupando casi todo su tiempo en la lectura y trabajando en la biblioteca, un día encuentra un libro de bolsillo en el hospital. Su título es "Viviendo con la Muerte". Resulta ser el diario de una compañera de clase, llamada Sakura Yamauchi, una chica de 17 años muy alegre y vivaz a la que le encanta pasar el tiempo con sus amigos y le gusta bromear, ella escribe en su diario que, debido a su enfermedad pancreática, le quedan solo unos cuantos meses de vida. Esto sorprende e intriga profundamente a Haruki, ya que Sakura nunca le ha revelado a nadie su estado, lo que hace que surja una amistad entre ellos muy especial, desvelando la difícil circunstancia por la que atraviesa Sakura no solo en relación con su enfermedad, sino también a otros factores que convierten su día a día en una cruel pesadilla.

## Personajes
- "Yo" ( 「僕" Boku " ) / Haruki Shiga ( 志 賀Shiga Haruki )

Expresado por: Mahiro Takasugi (japonés); Robbie Daymond (Inglés); Miguel Ángel Ruiz (Latinoamérica)
- Sakura Yamauchi ( 山 内 桜 良Yamauchi Sakura )

Expresado por: Lynn (japonés); Erika Harlacher (Inglés); Erika Ugalde (Latinoamérica)
- Kyoko ( 恭子Kyōko )

Expresado por: Yukiyo Fujii (japonés); Kira Buckland (Inglés); Andrea Orozco (Latinoamérica)
- La madre de Sakura ( 母 良 の 母Sakura no haha )

Expresado por: Emi Wakui (japonés); Dorah Fine (Inglés); Cony Madera
- Takahiro ( 弘 )

Expresado por: Yuma Uchida (japonés); Kyle McCarley (Inglés); Alan Fernando Velázquez (Latinoamérica)

## Producción

### Distribución
La película es distribuida por Aniplex en Japón y estrenada en cines el 1 de septiembre de 2018. Aniplex of America anunció en Anime Expo 2018 que estrenaría la película en cines en Norteamérica, estrenándola en el Festival de cine Animation Is en Los Ángeles, el 21 de octubre de 2018. Aniplex of America anunció más tarde en Anime NYC 2018 que la película se proyectaría en los Estados Unidos subtitulada el 7 de febrero de 2019 y con un doblaje en inglés el 10 de febrero de 2019, en colaboración con Fathom Events. Madman Entertainment anunciado en SMASH! 2018 estrenarán la película en Australia y Nueva Zelanda, estrenando la película en el Madman Anime Festival en Melbourne el 16 de septiembre de 2018, con un estreno más amplio que se estrenará el 18 de octubre de 2018. La película estrenada en el Reino Unido en Scotland Loves Anime el 14 de octubre de 2018, ganando el Premio del Público en el festival.

### Banda Sonora
El tema principal de la película es "Fanfare" ( フ ァ ン フ ァ ー and) y el final es "Shunkashūtō" ( 春夏 秋冬 , transl. The Four Seasons) . Ambas canciones son de la banda sumika, que también interpretó papeles de actuación de voz en la película.

## Crítica
La película obtuvo en su mayoría críticas positivas por parte de la crítica especializada, alabando tanto su argumento fiel a la novela original, como la calidad de la animación y la banda Sonora.